# Isabel Bonig Trigueros
Isabel Plàcida Bonig i Trigueros (Castelló de la Plana, 25 de febrer de 1970) és una política valenciana, expresidenta del Partit Popular de la Comunitat Valenciana. Anteriorment, Bonig va ser consellera d'Infraestructures, Territori i Medi Ambient de la Generalitat Valenciana durant el darrer govern del PPCV. A més, ha sigut alcaldessa de la Vall d'Uixó (la Plana Baixa) entre 2007 i 2011.

## Biografia
Isabel Bonig és llicenciada en dret per la Universitat Jaume I de Castelló amb premi extraordinari de final de carrera. Casada i sense fills, Isabel Bonig prové d'una família de tradició socialista, però de ben jove s'afilià a les joventuts del Partit Popular (PP). Des de la presidència de l'associació 'La Vall del Futur' des d'on es reivindicava l'hospital per a la Vall d'Uixó va prendre rellevància a nivell local, i per a les eleccions de 2007 el PP va pensar en ella per a encapçalar la seua candidatura municipal. Bonig aconseguiria guanyar amb majoria absoluta i repetir els resultats a les següents eleccions de 2011. Durant la seua etapa com a Consellera d'Obres Públiques, el 2007 es va produir un deute el pagament del qual s'eludí de manera fraudulenta pel valor de 9,5 milions d'euros amb l'adjudicació de l'autovia de la costa a una unió d'empreses controlada principalment per Lubasa.
Deu dies després de prendre possessió com a alcaldessa de la Vall d'Uixó fou cridada pel president Francesc Camps per tal de dirigir la conselleria d'Infraestructures, Territori i Medi Ambient (càrrec que va ocupar fins al 30 de juny de 2015) i fou substituïda a l'alcaldia pel seu company Óscar Clavell.
El juliol de 2015, després que Alberto Fabra renunciàs a la presidència del PP valencià arran dels resultats electorals a les eleccions autonòmiques de maig, Isabel Bonig va ser escollida per aclamació pel comité executiu i la junta directiva del PP valencià com a presidenta, després d'haver estat designada per a aquests càrrecs per la direcció estatal del partit. Va recolzar Soraya Sáenz de Santamaría com a líder del partit després de la crisi provocada per la Moció de censura contra Mariano Rajoy de 2018, i a les Eleccions a les Corts Valencianes de 2019, en les que es presentava com a candidata a la presidència de la Generalitat, el seu partit va treure els pitjors resultats en 28 anys. Va dimitir dels seus càrrecs orgànics després de la pèrdua de confiança de la directiva del partit a Madrid, fet que precipita un procés de primàries del qual eixiria guanyador Carlos Mazón Guixot.